# Zeltweg (racerbana)
Zeltweg var en racerbana belägen vid flygbasen Fliegerhorst Hinterstoisser i Zeltweg i Österrike.
Det första Österrikes Grand Prix kördes här, liksom Zeltweg 1000 km.

## F1-vinnare
| Säsong | Förare          | Tillverkare |
| ------ | --------------- | ----------- |
| 1964   | Lorenzo Bandini | Ferrari     |